# Bitva na jezeře Pcho-jang
Říční bitva na jezeře Pcho-jang (čínsky pchin-jinem Póyánghú zhīzhàn, znaky 鄱陽湖之戰) probíhající s přestávkami od 30. srpna do 4. října 1363 byla jednou z význačných bitev mnohaletých bojů provázejících povstání rudých turbanů a pád říše Jüan.
V průběhu bojů se roku 1360 vytvořila rovnováha sil mezi třemi povstaleckými státy v povodí Jang-c’-ťiang – Čchen Jou-liangovou říší Chan, doménou Čang Š’-čchenga a Ču Jüan-čangovým vévodstvím Wu. Válku mezi státy Chan a Wu zahájenou útokem chanského vojska roku 1360 rozhodla bitva na jezeře Pcho-jang o tři roky později, Čuova armáda pak do dubna 1365 obsadila celé území říše Chan. Stát Wu (od února 1364 království) se tím stal výrazně silnější než kterýkoliv jeho čínský konkurent a mohl postupně dobýt celou Čínu.